# Воротило Андрій Степанович
Андрій Степанович Воротило (8 листопада 1932, село Полонна, тепер гміни Буківсько Сяноцького повіту Підкарпатського воєводства, Польща — ?) — молдавський радянський діяч, начальник Центрального статистичного управління Молдавської РСР, голова Державного комітету із статистики Молдавської РСР. Член ЦК КП Молдавії в 1981—1990 роках. Депутат Верховної Ради Молдавської РСР 10—11-го скликань. Кандидат економічних наук (1977)

## Біографія
Народився в лемківській селянській родині. Після Другої світової війни родина була переселена на територію Української РСР. З 1952 року працював бухгалтером Полтавського міськхарчоторгу.
У 1959 році закінчив Львівський державний сільськогосподарський інститут.
У 1959—1965 роках — головний економіст-планувальник колгоспу «Гігант» Вулканештського району Молдавської РСР; начальник планово-економічного відділу Вулканештського виробничого управління сільського господарства.
Член КПРС з 1962 року.
У 1965—1966 роках — старший економіст Міністерства сільського господарства Молдавської РСР.
У 1966—1975 роках — інструктор, завідувач сектору економіки та планування сільськогосподарського відділу ЦК КП Молдавії.
У 1975—1976 роках — слухач Академії суспільних наук при ЦК КПРС у Москві.
У 1976—1977 роках — завідувач сектору економіки та планування, в 1977—1978 роках — заступник завідувача відділу сільського господарства і харчової промисловості ЦК КП Молдавії.
У 1978—1983 роках — завідувач відділу планових та фінансових органів ЦК КП Молдавії.
У 1983—1986 роках — завідувач економічного відділу ЦК КП Молдавії.
26 листопада 1986 — 28 липня 1987 року — начальник Центрального статистичного управління Молдавської РСР. 28 липня 1987 — 29 травня 1990 року — голова Державного комітету із статистики Молдавської РСР.
Подальша доля невідома.

## Нагороди
- два ордени Трудового Червоного Прапора
- медалі
- Заслужений економіст Молдавської РСР